# Kawasaki Ki-96
Kawasaki Ki-96 là một mẫu máy bay tiêm kích hạng nặng của Nhật Bản trong Chiến tranh thế giới II. Ban đầu dự kiến nó sẽ thay thế cho loại Kawasaki Ki-45 của Không quân Lục quân Đế quốc Nhật Bản nhưng rồi nó đã bị bỏ rơi và chỉ có 3 nguyên mẫu được xây dựng

## Thiết kế và phát triển
Sau sự thành công của Kawasaki Ki-45, quân đội Nhật Bản yêu cầu Kawsaki phát triển của một phiên bản tân tiến hơn vào tháng 8 năm 1942. Giống như Ki-45, phiên bản mới này có 2 chỗ ngồi, 2 động cơ chiến đấu nhưng lớn hơn và sử dụng động cơ mạnh hơn so với Ki-45. Tháng 12 năm 1942, Koku Hombu cho thấy sự quan tâm và muốn Kawasaki thiết kế máy bay với 1 chỗ ngồi. Nguyên mẫu đầu tiên, vẫn có buồng lái dành cho hai người, bay thử vào tháng 8 năm 1943. Hai nguyên mẫu còn lại được phát triển dành cho một người lái ngay từ đầu và có buồng lái nhỏ hơn.
Mặc dù đã cho thấy hiệu năng vượt trội hơn ước tính và khả năng xử lý xuất sắc, Quân đội lại yêu cầu chuyển mẫu thành 2 người lái, vậy nên việc phát triển của Ki-96 đã bị ngừng. Tuy nhiên phần cánh và đuôi của Ki-96 vẫn được làm trong cấu trúc của Ki-102 2 người lái.

## Thông số kỹ thuật (Kawasaki Ki-96)
Dữ liệu lấy từ War Planes of the Second World War - Fighters - Vol. 3; WW2 Aircraft Fact Files: Japanese Army Fighters, Part 1; Japanese Aircraft of the Pacific War
Đặc điểm tổng quát
- Kíp lái: 1
- Chiều dài: 11,45 m (37 ft 6¾ in)
- Sải cánh: 15,57 m (51 ft 1 in)
- Chiều cao: 3,7 m (12 ft 1⅝ in)
- Diện tích cánh: 34 m² (366 ft²)
- Trọng lượng rỗng: 4.550 kg (10.031 lb)
- Trọng lượng có tải: 6.000 kg (13.228 lb)
- Động cơ: 2 × Mitsubishi Ha112-II, 1.125 kW (1.500 hp)  mỗi chiếc

 Hiệu suất bay 
- Vận tốc cực đại: 600 km/h (373 mph, 324 kn) trên độ cao 6.000 m (19.700 ft)
- Tầm bay: 1.600 km (994 mi, 864 nmi)
- Trần bay: 11.500 m (37.730 ft)
- Tải trên cánh: 176 kg/m² (36,1 lb/ft²)
- Công suất/trọng lượng: 0,38 kW/kg (0,22 hp/lb)

Trang bị vũ khí

- Súng: 1 × Pháo Ho-203 37 mm (1.46 in), 2 × Pháo Ho-5 20 mm